# Milford (New Hampshire)
Milford – miasto w Stanach Zjednoczonych, w stanie New Hampshire, w hrabstwie Hillsborough.